# Gudmundråstjärnen
Gudmundråstjärnen är en sjö i Härnösands kommun i Ångermanland och ingår i Ångermanälven-Gådeåns kustområde.